# W. Mark Felt
William Mark Felt (Twin Falls, 17 de agosto de 1913-Santa Rosa, 18 de diciembre de 2008) fue un agente del FBI de los Estados Unidos que se retiró en 1973 siendo director adjunto del FBI. Después de haber negado, durante treinta años, estar involucrado con los reporteros Bob Woodward y Carl Bernstein, confesó el 31 de mayo del 2005, que había sido él el denunciante sin rostro del Escándalo Watergate, Deep Throat (Garganta Profunda).

## Garganta Profunda
Garganta Profunda se hizo eco en los medios cuando Woodward y Bernstein escribieron el libro Todos los hombres del presidente. Una película homónima, basada en el libro, con Robert Redford y Dustin Hoffman, fue premiada por la Academia.[cita requerida]
Felt fue promovido al Cuartel General del Bureau en Washington D. C.. Durante la investigación inicial del escándalo de Watergate (1972-1974), y poco después de la muerte del perenne director de la FBI, J. Edgar Hoover, en mayo de 1972, Felt era Director Asociado del FBI, el puesto de segundo rango en el FBI. Mientras era Director Asociado, Felt facilitó al reportero del Washington Post, Bob Woodward, información crítica sobre la investigación que provocaría la dimisión del presidente Richard M. Nixon, el 8 de agosto de 1974.[cita requerida]
En 1980, Felt fue condenado por el delito de atentar contra los derechos civiles de las personas que se creían asociadas con los miembros de la Organización Weather Underground, ordenando a los agentes del FBI buscar en sus hogares como parte de un intento de prevenir atentados terroristas. Se le ordenó pagar 7.000 dólares de multa pero fue indultado por el presidente Ronald Reagan durante su apelación.[cita requerida]
En 2006, publicó una actualización de su autobiografía de 1979, The FBI Pyramid. Su último libro, escrito con John O'Connor, se intitula A G-Man's Life.[cita requerida]

## Familia y primeros años
Felt nació en Twin Falls, Idaho, hijo del carpintero y contratista de obras Mark Earl Felt y de su esposa, Rose R. Dygert. Después de graduarse en la Twin Falls High School en 1931, obtuvo un BA en la Universidad de Idaho en 1935, y fue miembro y presidente del capítulo Gamma Gamma de la Fraternidad Beta Theta Pi.[cita requerida]
Fue a Washington D. C. para trabajar en la oficina del senador James P. Pope (Demócrata - Idaho). En 1938, se casó con Audrey Robinson, de Gooding, Idaho, a quien había conocido cuando ambos eran estudiantes de la Universidad de Idaho. Ella había venido a Washington para trabajar en la Oficina de Rentas Internas, y los casó el capellán de la Cámara de Representantes de Estados Unidos, el reverendo Sheara Montgomery. Felt y Audrey, quien murió en 1984, tuvieron dos hijos, Joan y Mark.[cita requerida]
Felt permaneció con el sucesor de Pope en el Senado, David Worth Clark (D-Idaho). Felt asistió al turno nocturno de la Escuela de Derecho de la Universidad George Washington en la noche, recibiendo su grado legal en 1940, y fue admitido en la barra del Distrito de Columbia, en 1941.
Después de su graduación, Felt entró a trabajar en la Comisión Federal de Comercio, pero no le agradó su trabajo. La carga laboral era muy liviana. Se le asignó una investigación sobre si una marca de papel higiénico con el nombre "Red Cross" (Cruz Roja), engañaba o no a los consumidores al hacer creer que eran fabricados por la Cruz Roja Americana. Felt escribió en sus memorias:

Mi investigación, que requirió muchos días de viaje y centenares de entrevistas, llegó a dos conclusiones importantes:
1. La mayoría de las personas SI usaban papel higiénico.
2. A la mayoría de las personas NO les agradaba ser interrogados acerca de ello.
Ahí fue cuando comencé a buscar otro empleo.
W. Mark Felt

Se postuló para un puesto de trabajo en la FBI en noviembre de 1941 y fue aceptado. Su primer día allí fue el 26 de enero de 1942.[cita requerida]

## Primeros años en el FBI
El director del FBI, J. Edgar Hoover, a menudo trasladaba a los agentes para que tuvieran una experiencia más amplia. Hoover, según Felt observó, "quería que cada agente estuviese en cualquier oficina de campo en cualquier momento. Dado que él nunca había sido trasladado y no tenía una familia, no tenía ni idea de las dificultades económicas y personales que eso conllevaba".

## Investiga el crimen organizado
En 1956, Felt fue trasladado a Salt Lake City, Utah, y ascendido a agente especial al cargo. La oficina de Salt Lake incluye Nevada por lo que Felt supervisó algunas de las primeras investigaciones sobre el crimen organizado en los casinos de Reno, Nevada y Las Vegas. (La postura oficial de Hoover, y por lo tanto la del FBI en ese tiempo, era que la mafia no operaba aún).

## Puestos en ascenso

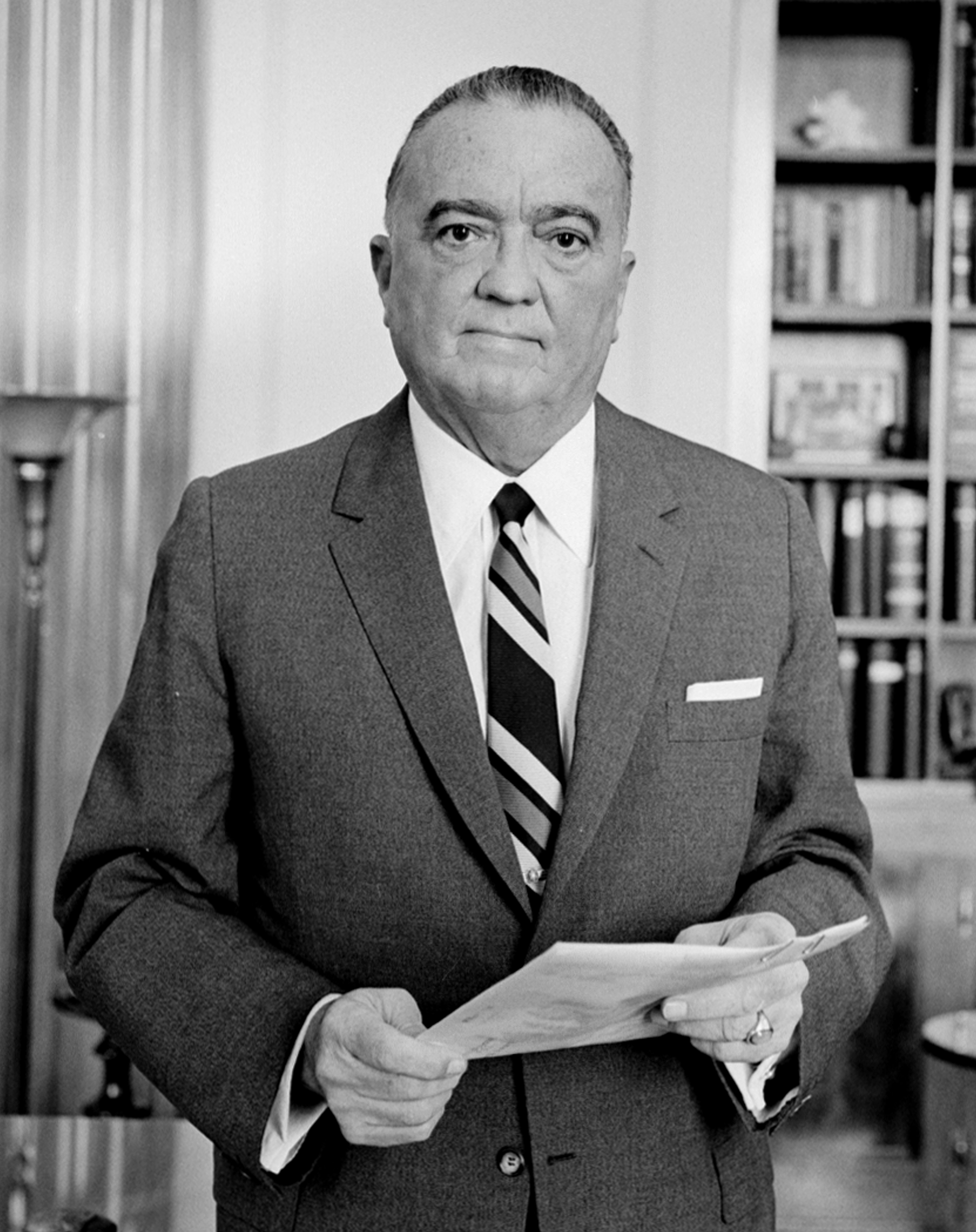
J. Edgar Hoover, director de la FBI (fotografía de 1961), nombró a Felt la tercera jerarquía dentro de la institución, en 1971.

Regresó a Washington en septiembre de 1962. Como asistente de director adjunto de la Oficina a cargo de la División de Formación, Felt ayudó a supervisar la Academia del FBI. En noviembre de 1964, se convirtió en director asistente de la FBI. También ejerció las funciones de inspector jefe y jefe de la División de Inspección. Esta división supervisó el cumplimiento de los reglamentos de la FBI, y llevó a cabo investigaciones internas.

## Organizaciones Weather Underground
Entre los grupos criminales que el FBI investigó a principios de 1970 estuvo el Weather Underground. El caso terminó archivado a causa de ciertas actividades ilegales del FBI, incluyendo intervenciones telefónicas, robos e interceptaciones de correo. El principal fiscal federal del caso, William C. Ibershof, afirma que Felt y el Fiscal General John N. Mitchell iniciaron estas actividades ilegales que corrompieron la investigación.

## Después de la muerte de Hoover
Hoover murió mientras dormía, y eso se descubrió la mañana del 2 de mayo de 1972. Clyde Tolson quedó a cargo el día siguiente, cuando Nixon nombró a L. Patrick Gray III director interino de la FBI. Tolson presentó su dimisión, que aceptó Gray. Felt tomó después a Tolson como Director Asociado, el puesto número dos de trabajo. En el día de su muerte, la secretaria de Hoover por cinco décadas, Helen Gandy, comenzó a destruir sus archivos. Entregó más de 12 cajas rotuladas "Official/Confidential" a Felt el 4 de mayo de 1972. Estas consistían en 167 archivos y 17 750 páginas, muchas de las cuales contenían información muy sensible.

## Watergate
Gracias a su rango de director asociado, Felt vio toda la información reunida en la investigación de Watergate antes de que llegara a manos de Gray. El agente a cargo, Carlos Nuzum, enviaba sus conclusiones a Robert Gebhardt, jefe de la División de Investigación, quien luego pasaría la información a Felt. Desde el día del robo, el 17 de junio de 1972, hasta que la investigación del FBI acabó en junio de 1973, Felt era el punto clave de control para la información del FBI. Había sido uno de los primeros en tener conocimiento de la investigación, ya que se le informó de esta a las 7:00 de la mañana del 17 de junio.

### PseudónimoGarganta Profunda
El nombre de Garganta Profunda procede de la película pornográfica del mismo nombre, la cual se convirtió en un fenómeno mediático durante la época. Es también una práctica periodística consistente en proveer información de forma anónima e indirecta.

### Contacto con Bob Woodward
Woodward dijo que acudió a Felt después de que él y Bernstein escribieron sobre el allanamiento a la sede del Partido Demócrata en el complejo residencial y de oficinas de Watergate en Washington.
Bob Woodward primero describió a su fuente con el nombre código Deep Throat (Garganta Profunda) en All the President's Men (Todos los hombres del presidente) como "una fuente de la Rama Ejecutiva que tenía acceso a la información del CRP (el Comité para la reelección del presidente, la organización de la campaña de Nixon en 1972), así como a la Casa Blanca".

### Código para contactar con Woodward
Woodward afirma que cuando él quería contactarse con Garganta Profunda, debía mover una maceta con una bandera roja en el balcón de su apartamento, situado en Webster House 1718 P Street, Northwest, y cuando Garganta Profunda quería una reunión, este trazaría un círculo rojo en la página veinte del ejemplar de The New York Times que Woodward recibía a diario en su casa, dibujando las manecillas del reloj para señalar la hora del encuentro.

### Haldeman informa a Nixon que Felt estaba entregando información
Días después del robo, Nixon y el jefe de gabinete de la Casa Blanca, H.R. Haldeman, trataron de ejercer presión sobre el FBI para que frenase la investigación. El FBI había sido llamado por la policía del Distrito de Columbia, ya que se había encontrado a los ladrones con un equipo de escuchas telefónicas, un delito cuya investigación es responsabilidad del FBI. Haldeman dijo al presidente Nixon el 23 de junio de 1972, "Mark Felt quiere cooperar porque es ambicioso".

### Felt niega ser la fuente
Felt fue llamado porque eran "evidentes" las razones por las que se sospechó en la Casa Blanca, como fuente de los periodistas:

Se suponía que debía estar celoso de Gray por su nombramiento recibido en lugar de mí como Director en funciones. Pensaban que mi alta posición en el FBI me dio acceso a toda la información del Watergate y que se la estaba pasando a Woodward y Bernstein en un esfuerzo por desacreditar a Gray, para que este fuera removido y así yo pudiese tener otra oportunidad para ser nombrado. Luego estaban los casos frecuentes en los que yo había sido poco cooperador en los pedidos de la Casa Blanca, que pensaba que eran impropios. Supongo que el personal de la Casa Blanca, me había marcado como insubordinado.
W.Mark Felt

### Razones del implicado

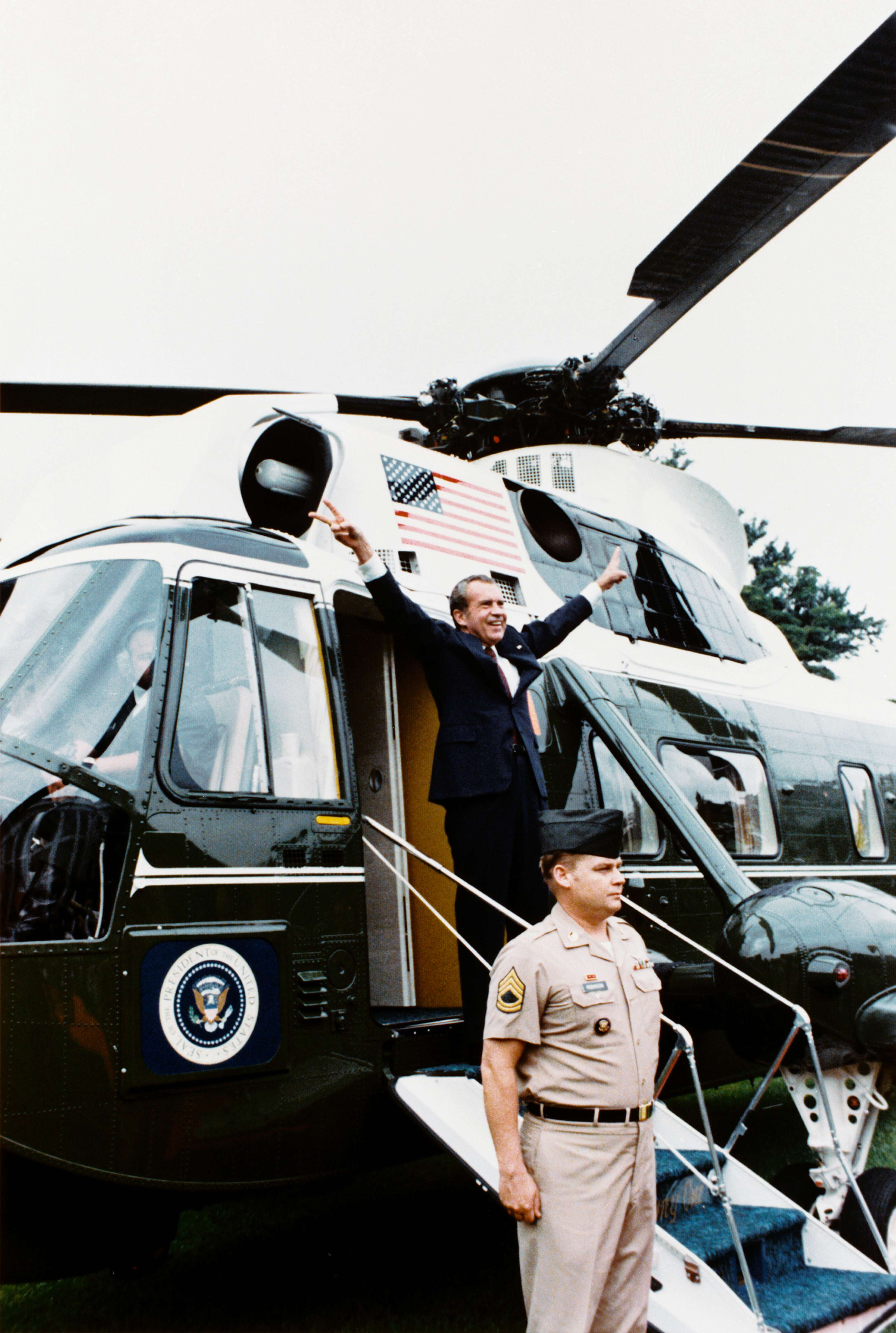
El Presidente Richard Nixon saliendo desde la Casa Blanca el 8 de agosto de 1974, poco después de hacer efectiva su renuncia. Las entregas de Felt a Woodward mejoraron la investigación que condujo a esta renuncia.

Felt fue designado subdirector asociado, el tercer cargo en el FBI, en 1971, y se desilusionó cuando Nixon nombró a L. Patrick Gray para dirigir la agencia después de la muerte de J. Edgar Hoover en 1972.
El 17 de febrero de 1973, Nixon nombró a Gray director como reemplazo permanente de Hoover. Hasta entonces, Gray había estado en el limbo como director en funciones. En otra conversación grabada el 28 de febrero, Nixon habló con Dean sobre Felt en calidad de informante, y mencionó que nunca se había encontrado con él. Gray fue obligado a dimitir el 27 de abril, después de revelarse que había destruido un archivo guardado en la caja fuerte de la Casa Blanca de E. Howard Hunt. Gray afirmó a sus superiores que Felt podría ser nombrado su sucesor.

## Enjuiciado y convicto
En la década de 1970, Felt supervisó la operación COINTELPRO, durante un período turbulento en la historia del FBI. El FBI estaba persiguiendo radicales Weather Underground que habían plantado bombas en el Capitolio, el Pentágono y la Departamento de Estado. Felt, junto con Edward S. Miller, autorizó a los agentes del FBI para irrumpir en las casas en secreto en 1972 y 1973, sin una orden de búsqueda, en nueve ocasiones. Este tipo de robos FBI eran conocidos como "trabajos de bolsa negra". Los robos ocurrieron en cinco direcciones en Nueva York y Nueva Jersey, en casas de parientes y conocidos de los miembros de Weatherman, y no llevaron a la captura de fugitivo alguno. El uso de "trabajos de bolsa negra" por el FBI fue declarado inconstitucional por la Corte Suprema de los Estados Unidos en el caso Plamondon, 407 EE. UU. 297 (1972). Felt y Miller apelaron al veredicto.

## Perdón

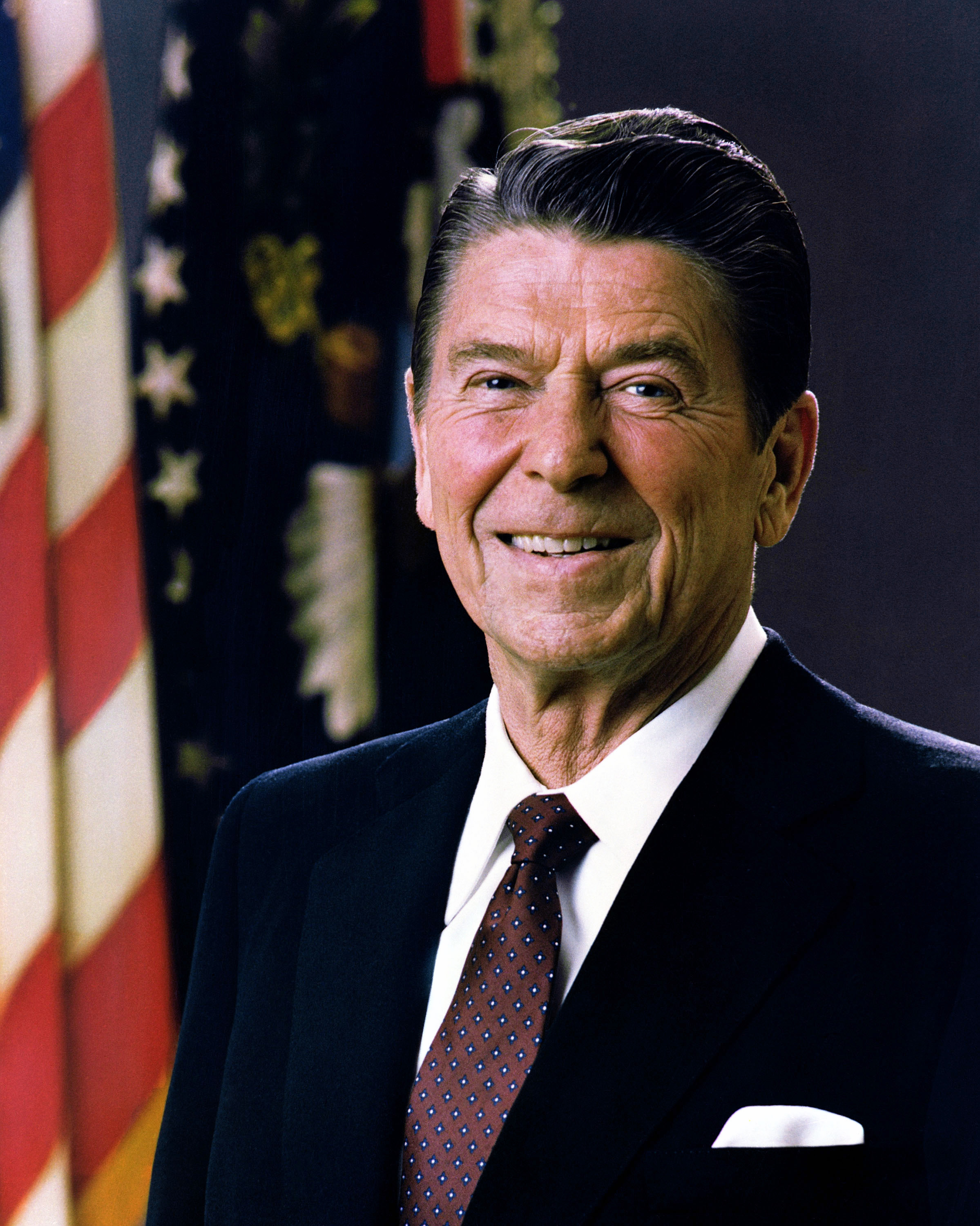
El presidente Ronald Reagan perdonó a Felt y Miller.

En una llamada del 31 de enero de 1981, Edwin Meese alentó al presidente Ronald Reagan a elevar un perdón presidencial, y después de la intervención de otros agentes de la ley retirados y exmiembros del FBI, lo hizo. El indulto se dio el 26 de marzo, pero no se anunció hasta el 15 de abril. (El retraso fue debido en parte a que Reagan recibió un disparo el 30 de marzo). Reagan escribió:

De conformidad con la autoridad que me confiere el artículo II, sección 2 de la Constitución de los Estados Unidos, he concedido indulto pleno y sin condiciones a W. Mark Felt y Edward S. Miller...... Durante su larga trayectoria, Mark Felt y Miller Edward sirvieron a la Oficina Federal de Investigaciones y de nuestra nación con gran distinción. Castigarlos aún más - después de 3 años de actuaciones penales - no serviría a los fines de la justicia...... Sus condenas en la Corte de Distrito de EE.UU., en apelación en el momento en que firmé los indultos, surgió de su creencia de buena fe que sus acciones fueron necesarias para preservar los intereses de seguridad de nuestro país. El expediente demuestra que no actuó con intención criminal, sino en la creencia de que tenían subvenciones de la autoridad que llegaban a los más altos niveles del gobierno....Estados Unidos de América estaba en guerra en 1972, y los señores Felt y Miller siguieron los procedimientos que creían esenciales para mantener el Director del FBI, el Fiscal General y el Presidente de los Estados Unidos informados de las actividades de las potencias extranjeras hostiles y sus colaboradores en este país. Ellos nunca han negado sus acciones, y, de hecho, se adelantaron a reconocer públicamente a fin de aliviar sus agentes subalternos de acciones penales. Hace cuatro años, miles de prófugos y otros que violaron las leyes de Servicio Selectivo, fueron indultados incondicionalmente por mi predecesor. América fue generosa con aquellos que se negaron a servir a su país en la guerra de Vietnam. Podemos ser no menos generosos con dos hombres que actuaron en el alto principio de poner fin al terrorismo que amenazaba a nuestra nación.
Ronald Reagan.

## Últimos años
Felt publicó sus memorias, La pirámide del FBI: Desde Dentro, en 1979. El libro fue coescrito con el biógrafo de Hoover, Ralph de Toledano, aunque el nombre de este último solo aparece en el aviso de copyright. En 2005, Toledano escribió que el libro había sido "en gran parte escrito por mí desde el manuscrito original leído como The Autocrat of the Breakfast-Table.

Felt me juró que él no era Garganta Profunda, que nunca se había filtrado información al equipo de Woodward y Bernstein o cualquier otra persona. El libro fue publicado y bombardeado.
Ralph de Toledano

## Se revela la identidad de Garganta Profunda
La revista Vanity Fair reveló que Felt era Garganta Profunda el 31 de mayo de 2005, cuando publicó un artículo (que apareció en la edición de julio de la revista) en su sitio web por John D. O'Connor, un abogado que actuó en nombre de Felt, en el que Felt dijo: "soy el tipo que solían llamar Garganta Profunda". Después, Benjamin C. Bradlee, editor clave del Washington Post durante Watergate, confirmó que Felt era Garganta Profunda. Según Vanity Fair, Felt fue persuadido a salir por su familia, que quería aprovechar ofertas de libros y otras oportunidades lucrativas.

## Muerte
El 18 de diciembre de 2008, Felt falleció mientras dormía en un hospicio en el centro de Santa Rosa, California. De acuerdo con su hija, se sentía muy bien después de haberse tomado un buen desayuno, pero al rato comentó que estaba cansado y fue a dormir. Tenía 95 años. Ninguna causa de muerte fue liberada de inmediato a la prensa. Se sabía que Felt había sufrido insuficiencia cardíaca congestiva en los últimos años. Patricia Sullivan informó de su muerte en el Washington Post, con informaciones adicionales de Woodward y de escritores profesionales del Post.
En su informe sobre la muerte de Felt, The New York Times lo catalogó como "la fuente anónima más famosa en la historia de Estados Unidos".